# 網路聲量
網路聲量是以人工智慧分析社群網路大數據，計算網友討論及新聞報導提及的文章則數。網路聲量越高，代表討論度越高。

## 新興指標
網路聲量可衡量一主題、人物、議題或事件在網路上的曝光度、能見度、討論度，以及擴散度等。網路聲量係以語意分析技術進行語意態度判斷和分析文章正負情緒，將內容區分成正面、中立、負面聲量。透過聲量類型可進一步區分討論或評價內容的好感度。
將網路聲量分類，區分是以自發性討論或新聞報導為主，以網路討論熱度作為市場需求度的參考。

## 應用

### 政府機關
政府機關對網路聲量多應用於觀測輿情，針對特定公共議題進行深入剖析及追蹤，進一步探究民眾對於議題之討論面向，以利掌握民意、做出調整；針對施政或活動進行觀測與分析，了解民眾對於該政策或活動的滿意度、正負情緒看法，進而提出更貼近民眾之服務。如年金改革議題趨勢、一例一休的輿情觀測。2019年，針對uber與計程車爭議，後續修正《汽車運輸業管理規則》該事件，在凱道抗議後網路聲量達最高點，受到社會關注。

### 商業
網路行銷之成本普遍低於傳統廣告文宣，且網路聲音易受關注、資訊擴散速度快，被動或主動地創造網路聲量皆可讓商品或品牌快速曝光。網路口碑係根據網路聲量累積而來，口碑對消費者購物行為之影響與日俱增，81%消費者在購物前，有使用網路搜尋口碑的習慣。品牌製造網路聲量與討論度，社群行銷、網路口碑行銷等皆為近年來盛行的新興行銷方法。

### 選舉
網路聲量一詞近年來最常在選舉中被提及，隨著社群媒體發展蓬勃、傳播快速，現今的選戰除了掃街拜票等傳統策略，亦出現所謂「網路空戰」，網路聲量被視為新的選情衡量指標，代表曝光度、討論度等，政治人物與網路紅人合作也是新興趨勢，由於網紅所能帶來的網路聲量，讓網紅本身越發地受到重視。

### 市場調查
觀測網路聲量可視為市場調查的新興方法，透過網路反映的意見與評論，適時的推出符合目標客群需求的產品。食品業者針對旗下各產品品項進行網路聲量觀測，歸納消費者之評論，並作為新產品之規劃參考。

### 社福公益
透過網路聲量可以觀察長照、弱勢照顧等議題受關注程度、社會觀感與實際需求。如觀察老年照護議題，網路負面聲量最高者為「照護人力」，討論度最高為長照的「服務項目」；由公益議題網路聲量與資源配置，發掘資源較匱乏、需協助的弱勢族群。